# Alaotra (jezero)
Jezero Alaotra (malagaško farihin' Alaotra, francosko Lac Alaotra) je največje jezero na Madagaskarju, in je v regiji Alaotra-Mangoro in v severnem Centralnem višavju otoka. Njegovo porečje je sestavljeno iz plitvih sladkovodnih jezer in močvirij, obdanih z območji goste vegetacije. Je središče najpomembnejše otoške regije za pridelavo riža. Je bogat habitat za divje živali, vključno z nekaterimi redkimi in ogroženimi vrstami, pa tudi pomembno ribolovno območje. 
Jezero Alaotra in njegova okoliška mokrišča pokrivajo 7223 kvadratnih kilometrov in vključujejo vrsto habitatov, vključno z odprto vodo, trstičjem, močvirji in riževimi polji. Samo jezero pokriva 900 km². Jezero Alaotra je bilo v skladu z mednarodno Ramsarsko konvencijo 2. februarja 2003 razglašeno za mokrišče mednarodnega pomena. Štiri okoliške reke (Sahabe, Sasomanga, Sahamaloto in Anony) in njihova povodja sestavljajo Ramsarsko območje.
Dolgoplavuta tilapija (Oreochromis macrochir) je bila vnesena v jezero Alaotra s celine leta 1954 in se je hitro razširila. Do leta 1957 je predstavljala 46 % ulova, morda zato, ker se je kot fitofag preselila v prazno ekološko nišo.
Rodovitna ravnina, ki obkroža jezero Alaotra, je najpomembnejša regija Madagaskarja za pridelavo riža. Griči, ki obkrožajo jezero, so bili prej poraščeni z gozdovi, vendar so jih v zadnjih desetletjih večinoma izkrčili za kmetijska zemljišča. Huda erozija na teh ranljivih pobočjih je povzročila precejšnjo sedimentacijo jezera, ki hitro izginja; jezero je zdaj v sušnem obdobju globoko le 60 cm. Pritisk, da bi ustvarili več riževih polj, je lokalno povzročil tudi požig trstičevja, ki obdaja jezero. To trstičevje je edini življenjski prostor endemičnemu nežnemu bambusovem lemurju jezera Alaotra (Hapalemur griseus alaotrensis). Ta lemur je zdaj omejen na samo 220 km² preostalega trstičevja, v zadnjih letih pa se je njegova populacija hitro zmanjšala za 60 %, s približno 7500 osebkov leta 1994 na 3000 leta 2001, večinoma zaradi izgube habitata, pa tudi od lova lokalnih vaščanov.
Jezero je tipsko nahajališče metulja Artitropa alaotrana in pomemben, a vedno bolj ogrožen habitat vodnih ptic, med njimi tudi ogrožene melerjeve race (Anas melleri). Dve vrsti vodnih ptic sta bili endemični za severni Madagaskar, madagaskarski ponirek (Aythya innotata) in ponirek alaotra (Tachybaptus rufolavatus). Madagaskarski počard (Aythya innotata) je zdaj kritično ogrožen in ga ni več v jezeru, čeprav drugje obstaja zelo majhno število. Ponirek Alaotra je bil leta 2010 razglašen za izumrlega. Območje jezera je bilo morda njegov edini habitat.
Reka Ambato oskrbuje jezero z vodo in ga tudi odmaka. Po 381 km se reka izliva v Indijski ocean.

## Galerija
- Jezero Alaotra
- Riževa polja Alaotra
- Bambusov lemur (Hapalemur alaotrensis)